# تورستن لرد
تورستن لرد (انگلیسی: Torsten Lord؛ ۲ مارس ۱۹۰۴ – ۴ فوریه ۱۹۷۰ (aged 65)) قایقران قایق بادبانی اهل سوئد بود.